# Provincia de Zarumilla
La provincia de Zarumilla es una de las tres que conforman el departamento de Tumbes en el norte del Perú. Limita por el norte con el golfo de Guayaquil (océano Pacífico), por el este y por el sur con el Ecuador específicamente la provincia de El Oro, y por el oeste con la provincia de Tumbes.

## Historia
La provincia de Zarumiila fue creada mediante decreto del 17 de noviembre de 1942 en el gobierno del presidente Manuel Prado Ugarteche.
La provincia de Zarumilla fue creada con DL n.º 9667, del 25 de noviembre de 1942, elevando de esta manera su categoría, pues antes de esta fecha era distrito de Zarumilla, perteneciente a la provincia de Tumbes, hasta entonces departamento de Piura. Con este decreto, Tumbes eleva su categoría a departamento, por consiguiente, sus entonces distritos: Tumbes, Zarumilla y Contralmirante Villar también elavan su categoría política. Es así que los pueblos de Zarumilla (capital), Papayal y Matapalo elevan su categoría a distritos de la provincia de Zarumilla, con su capital, el distrito de Zarumilla.

## División administrativa
Esta provincia tiene una extensión de 745,13 km² y se divide en 4 distritos.
| Distrito     | Capital      | Población (INEI) |
| ------------ | ------------ | ---------------- |
| Zarumilla    | Zarumilla    | 18 463           |
| Aguas Verdes | Aguas Verdes | 16 058           |
| Papayal      | Papayal      | 4965             |
| Matapalo     | Matapalo     | 1568             |

## Demografía

### Población
Según censo de 2007, la provincia tiene una población de 41 054 habitantes.

### Religión
El representante de la Iglesia católica en esta provincia es el vicario general de Tumbes: monseñor Rafael Eguez Beltrán, de Tumbes. Desde el punto de vista jerárquico de la Iglesia católica, forma parte de la Vicaría Episcopal de Tumbes, de la arquidiócesis de Piura.

## Capital
La capital de esta provincia es la ciudad de Zarumilla.

## Autoridades

### Regionales
- Consejeros regionales
  - 2019-2022[4]

  1. Daniel Edgar Sanjinez Alarcón (Movimiento Independiente Regional Faena)
  2. José Albino Ortiz Zárate (Partido Democracia Directa)

### Municipales
- 2023-2026[5]
  - Alcalde: Cristhian Anwar Aguayo Infante, Alianza para el progreso.
  - Regidores:

  1. Jorge Augusto Garrido Zapata (APP)
  2. Juvitza Lisbeth Nole Infante (APP)
  3. Kelly Fiorela Zapata Gómez (APP)
  4. Danny Henry Sánchez Medina (APP)
  5. Adriana Gisselly Canales Medina (APP)
  6. Carmen Tatiana Antón Cruz (Frente Esperanza)
  7. Emily Del Pilar Chinguel Tocto (Acción Popular)
  8. Dina Marisol Dioses Yzquierdo ()
  9. Máximo Medardo León Vilela (APP)

## Festividades
- Fiesta de Nuestra Señora del Perpetuo Socorro
- Día de la Creación Política de la Provincia de Zarumilla
- Día de la Batalla de Zarumilla